# Ásthildur Helgadóttir
Ásthildur Helgadóttir, född 9 maj 1976 i Reykjavik, är en isländsk fotbollsspelare.

## Klubbar
- LdB FC
- Breidablik (moderklubb)
- Islands damlandslag i fotboll

## Meriter
- 61 matcher för MFF (t om juli-06)
- 40 mål för MFF (t o m juli-06)
- 62 landskamper för Island (t o m juli-06)
- 20 mål för Island
- Årets Spelare på Island 2005
- Landslag Island landskamper/mål 62/20
- MFF: matcher/mål 61/40